# The Saturdays
The Saturdays foi um girl group britânico formado em 2007. É composto por cinco integrantes: Frankie Bridge, Mollie King, Vanessa White, Rochelle Humes, Una Healy. As integrantes Frankie Bridge e Rochelle Humes já haviam trabalhado juntas na banda S Club 8. Elas foram formadas através da Fascination Records, que lhes deram um contrato de gravação instantânea com o selo, bem como uma sub-divisão da Polydor Records. Assim que o contrato foi finalizado, a banda entrou em turnê com as Girls Aloud durante a sua Tangled Up Tour. O estilo musical do grupo é pop, no entanto ao longo da sua carreira que já experimentou dance-pop e electropop. A fim de criar esta música, Ina Wroldsen, Steve Mac e Quiz & Larossi foram fortemente envolvidos.
A banda chegou à fama com o lançamento de seu single de estréia, "If This Is Love", que lhes deu seu primeiro hit top-10. Mais tarde, elas lançaram seu primeiro álbum de estúdio, Chasing Lights. Foi certificado de platina credenciado pela Indústria Fonográfica Britânica (BPI), enquanto "Up", "Issues" e "Just Can't Get Enough" receberam todas as certificações de prata. Após o álbum, a banda começou sua primeira turnê The Work Tour. Enquanto estavam na turnê, a banda começou a gravar seu segundo álbum de estúdio, Wordshaker que foi lançado em outubro de 2009, obteve a certificação de prata pelo BPI. Do álbum só saíram dois singles, que foram "Forever Is Over" e uma de suas músicas mais conhecidas, "Ego".
Em 2010 a banda lançou seu primeiro mini álbum, Headlines!. O mini álbum incluía o primeiro single "Missing You" e o segundo single, "Higher", que contou com vocais de Flo Rida. Em 2011 veio On Your Radar, o seu terceiro álbum de estúdio que foi lançado em novembro de 2011, com os singles  top-10 "Notorious", "All Fired Up" e fechando as divulgações do álbum com "My Heart Takes Over".
Em dezembro de 2011, a banda levou para sua primeira turnê, All Fired Up! Live. "30 Days" foi lançado como o primeiro single de seu quarto álbum e alcançou o número sete no UK Singles Chart. "What About Us" foi lançado como o single seguido do álbum e se tornou o primeiro single número um das The Saturdays no UK Singles Chart, vendendo 114.000 cópias na primeira semana de lançamento. "Gentleman" seguiu como o próximo single da banda. "Disco Love", que foi direto no número cinco nas paradas oficiais do Reino Unido, tornando-se o décimo terceiro hit Top 10. O seu quarto álbum de estúdio, Living for the Weekend (2013) estreou no número dez em 20 de outubro de 2013, tornando-se o quarto Top 10 do álbum. The Saturdays lançou seu primeiro álbum de greatest hits, Finest Selection: The Greatest Hits, em 11 de agosto de 2014. Ele foi precedido pelo primeiro single, "What Are You Waiting For?" que estava disponível para download em 9 de agosto de 2014. A banda embarcou em sua turnê Greatest Hits Live! em setembro de 2014.
The Saturdays já venderam mais de 5 milhões de discos no Reino Unido e Irlanda.

## Carreira

### 2007-09: Formação,Chasing Lightse The Work Tour
As Saturdays foram formadas em junho de 2007, após realização de audições para escolher as integrante do grupo. O grupo foi montado através da gravadora Polydor Records, o que significava que elas teriam um contrato de gravação instantânea e assinaram com a Fascination Records, um sub-rótulo da Polydor. A banda começou a gravar seu álbum de estréia, enquanto entrava em turnê com as meninas do Girls Aloud em sua Tangled Up Tour. Pra elas também foram oferecidas canções que foram rejeitadas pelas Girls Aloud. Elas disseram: "Todas nós achamos que era um pouco de deboche. Por que nós iriamos quer algo que foi rejeitado? [...] É ruim o suficiente, ainda mais com todas as comparações que estão sendo feitas." Enquanto estavam em turnê com as Girls Aloud, a banda lançou seu primeiro single "If This Is Love". A canção apresenta vocais de apoio adicionais da cantora dinamarquesa Nabiha. A canção traçou no número oito das parada de singles do Reino Unido depois que vendeu 14.990 cópias em sua primeira semana de lançamento. O single também foi a segunda maior estreia da semana atrás de Katy Perry, "I Kissed a Girl", que estreou no número 4.. Além de apoiar as Girls Aloud, The Saturdays também apoiou os Jonas Brothers no seu show no Hammersmith Apollo.
Seu álbum de estréia, Chasing Lights foi lançado em outubro de 2008 e atingiu o pico de número 9 na UK Albums Chart. Mais tarde, o álbum foi certificado Platina pela indústria fonográfica britânica. A música de Chasing Lights, "Why Me, Why Now" foi originalmente uma demo de Alex Cartana, mas depois foi escolhida pelas meninas, para fazer parte do álbum. As The Saturdays eram muitas vezes comparados a outros girl groups britânicos com a mesma proposta pop, como as Sugababes e Girls Aloud, no entanto eles foram elogiados por seu álbum de estréia. "Up" foi confirmado como o segundo single do álbum e a primeira versão de estúdio de "Up" estreou na Popjustice em 17 de julho de 2008 sob a forma de um pequeno clipe, depois que o grupo já tocou a música, quando estava sendo gravada, Ao vivo em vários shows no Reino Unido. A canção então foi oficialmente liberada como música de trabalho em 31 agosto 2008 na BBC Radio 1.  Em 19 de outubro de 2008, "Up" estreou em número cinco no UK Singles Chart, com vendas de primeira semana de 26.593. Por sua vez o single anterior "If This Is Love", estreou no número oito com a primeira semana de vendas de 14.990.O Terceiro single lançado "Issues", que se tornou um sucesso comercial, nos gráficos, atingindo o número 4. Ambos "Up" e "Issues" encontraram-se ganhar uma certificação de Prata pela indústria fonográfica britânica. Em março de 2009, The Saturdays lançou uma versão de "Just Can't Get Enough" do Depeche Mode para Comic Relief, o single foi um sucesso e foi classificado como número dois no UK Singles Chart e também foi certificado Ouro pelo BPI. "Work" foi lançado como o quinto e último single do álbum e foi seu primeiro single a perder o top-dez no Singles Chart.
Sua primeira turnê, The Work Tour, teve 27 datas. Dougie Poynter do McFly's, o namorado de Sandford jogou o baixo durante a canção"Just Can't Get Enough". Vanessa White tropeçou em alguns fios atrás da fase e teve uma lesão do pé, permaneceu sentada em alguns espetáculos. Em 2008 e 2009, As garotas apareceram em anúncios de vários produtos, incluindo uma marca de desodorante, telefones celulares, um sistema operacional e produtos de depilação. A banda foi nomeada como modelos para o produto de remoção de pêlos, Veet. A banda tornou-se mais tarde novos rostos da grande campanha de desodorante feminino Impulse. As Saturdays disseram que a moda é uma parte enorme da banda, dizendo que as pessoas olham para elas como seus ícones. Sandford afirmou em uma entrevista ao Mail Online: "Não somos modelos que não podem cantar, todas nós cantamos e todas dançamos, ninguém nos diz o que fazer. Somos todas diferentes porque somos apenas nós mesmas - e É assim que deve ser."

### 2009–10:WordshakereHeadlines!

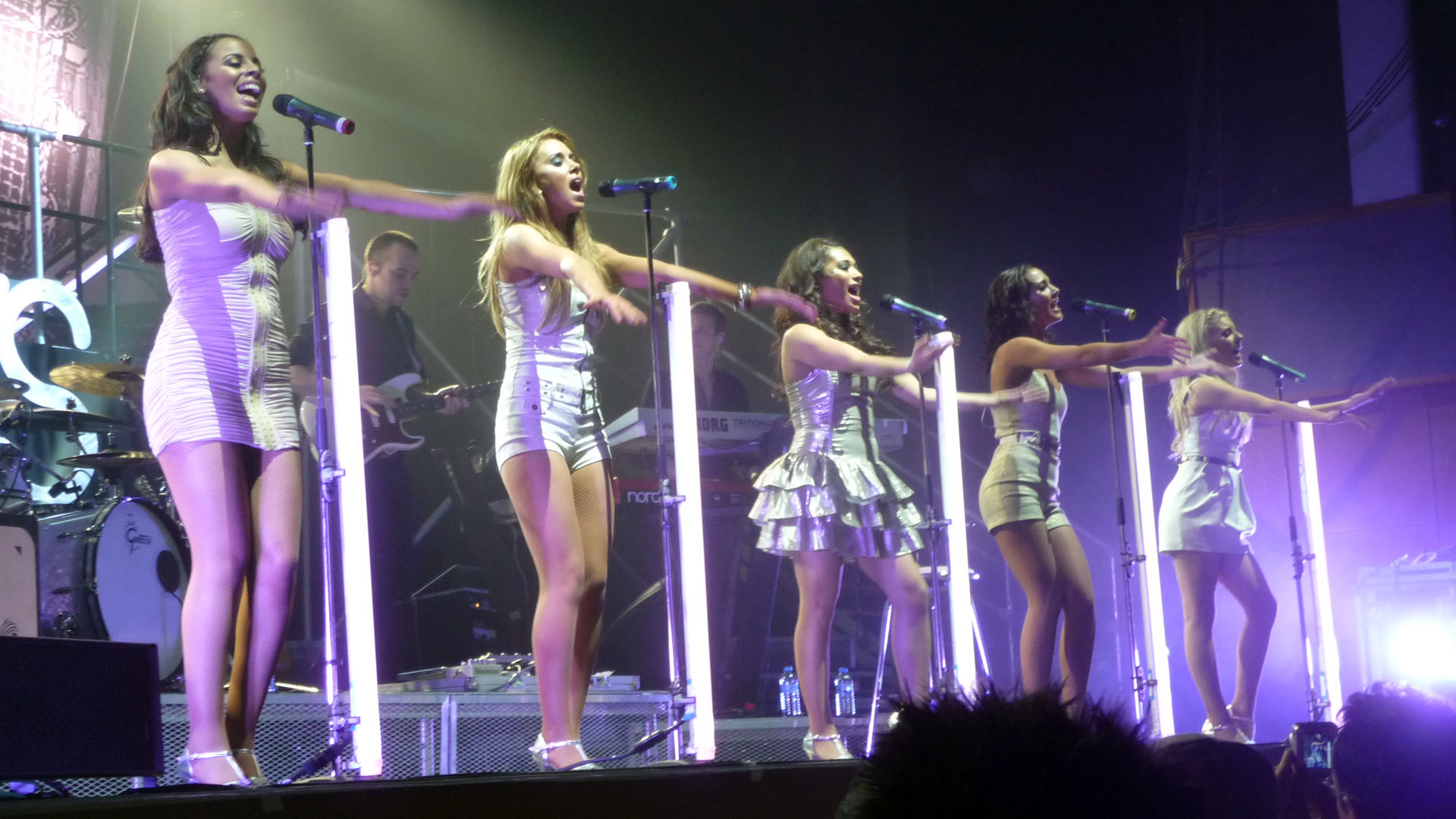
The Saturdays performando no The Civic Hall, em Wolverhampton em Junho de 2009

Enquanto fazia sua primeira turnê, The Work Tour, o grupo começou a voltar ao estúdio para gravar seu segundo álbum de estúdio no início de março de 2009, o qual seria lançado no final de 2009. O grupo performou duas músicas das sessões de gravação no The Work Tour: "One Shot" e "Wordshaker", que mais tarde apareceriam no álbum. A capa oficial foi revelada em um mailer especial para os fãs no site oficial do grupo, 23 de setembro de 2009. A banda começou a trabalhar com vários escritores e produtores, incluindo Louis Biancaniello, Chris Braide, Jörgen Elofsson, Quiz & Larossi, Steve Mac, Per Magnusson e a compositora norueguesa Ina Wroldsen, que já havia escrito para o grupo, Pussycat Dolls, Pixie Lott e Leona Lewis. "Forever Is Over" foi lançado como o single principal do segundo álbum de estúdio do grupo e foi escrito originalmente para o ex-vencedora do American Idol Kelly Clarkson, pela ex-estrela, Busted James Bourne e grupo de produção The Runaways. O single também foi procurado pela artista pop americana, Pink. "Forever Is Over" atingiu o número dois no UK Singles Chart. Wordshaker foi lançado em outubro de 2009. O álbum teve picos quase idênticos ao seu o álbum atingiu o pico de número nove na UK Albums Chart, e trinta e seis na Irish Albums Chart. O álbum também ganhou uma certificação de Prata pelo BPI. "Ego" foi lançado como o segundo e último single do álbum, que foi escrito por Steve Mac e Ina Wroldsen. Mac também reconheceu a influência do trabalho do produtor RedOne com Lady Gaga. "Ego" traçou no número nove e número dez no Reino Unido e Irish Singles Charts e mais tarde ganhou uma certificação de Prata pelo BPI. A canção foi lançada como um dos mais baixos singles da banda, mas tornou-se um dos singles mais vendidos do grupo até à data.
As garotas pretendiam originalmente não liberar nenhum material em 2010, mas Rochelle Humes explicou em uma entrevista com espião de Digitas que "[encontraram] algumas canções que naquele momento [eram] realmente atrantes. "Terminamos [Wordshaker] e nos deparávamos com algumas músicas que nós estávamos realmente com vontade de lançar-las. As músicas que tínhamos encontrado eram tão atuais e Nós tínhamos escrito algumas músicas, nós mesmas, [assim] nós queríamos simplesmente lançar tudo agora." A banda confirmou que o álbum não seria um álbum de estúdio e seria de fato uma peça estendida. O grupo confirmou estar trabalhando com Steve Mac e Ina Wroldsen no álbum, também com alguns novos produtores. "Missing You" foi confirmado para ser o primeiro single lançado do EP. "Missing You" é uma música de eletropop, incorporando elementos de trance e synthpop. Foi escrito por Lukas Hilbert e Alexander Kronlund. O vídeo da música foi filmado no final de maio de 2010, em Málaga, Espanha e mais tarde estreou em 26 de junho no site oficial do grupo. "Missing You" entrou no UK Singles Chart no número três. Após Headlines!, Foi lançado no ranking número três do UK Albums Chart e número dez no Irish Singles Chart, marcando o terceiro álbum de top-ten no Reino Unido e o primeiro na Irlanda. "Higher" foi confirmado para ser o segundo single do EP. Depois que o single anterior do grupo "Missing You" foi batido para o número um pela segunda vez por Flo Rida, Wiseman brincou que o grupo teria que gravar uma música com o rapper antes que elas pudessem supera-lo o UK Singles Chart. Em seguida, vários dias depois, foi confirmado que uma colaboração tinha ido em frente com Flo Rida, gravando vocais para uma das canções do grupo. O single traçou no número dez no UK Singles Chart e número-onze no Irish Singles Chart.

### 2011–12:On Your Radare All Fired Up! Live
O grupo anunciou que elas estavam trabalhando em seu terceiro álbum de estúdio completo no final de 2010. Ao gravar o álbum, elas trabalharam com uma variedade de colaboradores para o álbum, incluindo os produtores Lucas Secon, Labrinth da banda pop dinamarquesa, Alphabeat, Taio Cruz, Space Cowboy, Carl Falk, Rami Yacoub, e Steve Mac. Wiseman confirmou que o registro era "diferente" e "feroz". O Saturdaysd prometeu que seu terceiro álbum de estúdio seria diferente e elas estariam assumindo riscos em sua música. Eles anunciaram que seu novo som é música de "pista de dança". O grupo confessou que o álbum seria muito "mais sexy" e muito mais R&B que seus álbuns anteriores. A banda confirmou que elas escreveram a maior parte do álbum, o que torna o álbum muito mais pessoal para elas. Elas disseram que o novo álbum é; "É muito legal". A banda disse que sua nova música era "atual", "divertido", "travesso", "feminino" e "dancy". Emeli Sandé disse que ela escreveu uma faixa para a banda que era muito escura e uma balada forte. Ela disse que as letras são escuras e muito honestas. O primeiro single lançado do álbum foi "Notorious". O single foi lançado digitalmente em 22 de maio de 2011 no Reino Unido. O single alcançou o número oito no UK Singles Chart e dezenove no Irish Singles Chart. Após o lançamento de "Notorious", a banda lançou uma linha de roupas com a loja de rua, Miss Selfridge. The T-shirts com letras da canção da banda; "Notorious" e "Higher" com as letras em t-shirts dizendo. "Eu sou Notorious" e "Whatcha que faz a menina de sábado?" T do slogan. As camisetas foram projetadas pela própria banda e pegaram as letras sozinhas. "All Fired Up" foi lançado em 4 de setembro de 2011, que figurava no número três no UK Singles Charts e seis no Irish Singles Charts. Foi confirmado que o álbum seria intitulado On Your Radar, e o terceiro single lançado seria "My Heart Takes Over".
Após a conclusão do The Headlines Tour, The Saturdays confirmou que elas iriam entrar em turnê novamente em dezembro de 2011, embora desta vez seria uma turnê de arena, ao invés de uma turnê de teatro como suas duas turnês anteriores. Elas também revelaram que elas vão "voar" durante a turnê, pois é um sonho para a banda. Foi confirmado que os bilhetes seriam lançados na segunda-feira, 13 de junho de 2011 e turnê seria intitulado All Fired Up! Viver. Houve 11 datas confirmadas [até agora]. Eles disseram que "é um tour de arena, então somos obrigadas a fazer tudo para uma grande produção." Mollie King disse que os fãs devem esperar um monte de cores brilhantes e blocos de cores vivas para a produção. Os sábados revelaram mais tarde em datas finais da excursão irlandesa de junho. As meninas confirmaram durante uma entrevista com Capital FM que seu novo single, "30 Days" seria "muito pop", "incrível" e "louco". O single foi estreado em 30 de março de 2012 na BBC Radio 1's breakfast show com Chris Moyles. O vídeo estreou em 5 de abril de 2012. Foi confirmado ainda que o grupo estava trabalhando em seu quinto álbum.

### 2012–13:Chasing the SaturdayseLiving for the Weekend
O grupo começou a trabalhar em seu quinto lançamento geral, com o primeiro single "30 Days" lançado em maio de 2012 e que servirá como o carro-chefe de seu quarto álbum de estúdio. Rochelle Humes explicou o conceito do single, "É uma música realmente incrível e cativante, mas o sentimento por trás disso está sendo todo animado, é sobre está contando os dias para ver alguém quando você realmente tem faltado a essa pessoa". O single Traçou no número sete na parada de singles do Reino Unido, que ganhou a faixa seu décimo primeiro top ten. Foi anunciado que as garotas tinham assinado com a Island Def Jam e Mercury Records, para lançar a música futuramente nos Estados Unidos. "What About Us" foi lançado como o primeiro single mundial do grupo. Para que a banda se apresentasse ao público americano, a banda lançou o extended play "Chasing the Saturdays", que foi lançado apenas na América e no Canadá. As Saturdays, também estrelou seu próprio reality show Chasing the Saturdays, que estreou no E!, Em 20 de janeiro de 2013. O show apresenta o grupo tentando fazê-lo na América. Em sua estréia no Reino Unido, Chasing the Saturdays tornou-se o número mais assistido na semana com 72.000 espectadores, tendo mais 10.000 telespectadores do que Kourtney e Khloé Take Miami.
Depois de seu lançamento no Reino Unido, foi relatado que "What About Us" estava no caminho de bater Justin Timberlake com "Mirrors" no número um no UK Singles Chart em 24 de março. Durante as paradas no meio da semana, a banda estava com 30.000 cópias à frente da faixa de Timberlake. As Saturdays, revelaram que elas deveriam chamar seu próximo álbum de estúdio, de The Chase, mas decidiu mudar o título. Elas também revelaram que iriam lançar outro single do álbum antes do lançamento do mesmo. Aston Merrygold presumiu que a banda iria ser a "maior grupo de garotas do Reino Unido". "What About Us" apareceu no número um no UK Singles Chart, ganhando, finalmente o primeiro single número um, vendendo 114.000 cópias na primeira semana de lançamento e também se tornando o single mais vendido de 2013. A banda vendeu 40.000 cópias a mais do que seu concorrente mais próximo, o suficiente para mantê-las em primeiro lugar, que estava ocupado por Timberlake.
Em março de 2013, foi relatado que a segunda faixa a ser tirada de Living for the Weekend, seria intitulado "Gentleman". Em 2 de maio de 2013, Sandford anunciou através de sua conta no Twitter que ela e seu noivo, Wayne Bridge, estão esperando seu primeiro filho juntos. Em 4 de maio, foi confirmado que o terceiro single do álbum seria a faixa, "Gentleman". Uma prévia de quinze segundos do single foi postada com o anúncio, e a faixa completa recebeu sua estréia no rádio em 9 de maio de 2013. Em 25 de julho, The Saturdays confirmou que o próximo single seria "Disco Love". O single foi lançado em 6 de outubro. O single traçou no número cinco no UK Singles Chart. Em 4 de setembro, a lista de faixas do álbum foi revelada via Twitter juntamente com o título do álbum, Living for the Weekend. O álbum foi lançado em 14 de outubro de 2013, e foi classificado como o número 10 nas paradas de álbuns do Reino Unido, tornando-se o seu quarto álbum top ten das meninas. O quinto e último single do álbum foi "Not Giving Up".

### 2014–presente:Finest Selection: The Greatest Hitse hiato

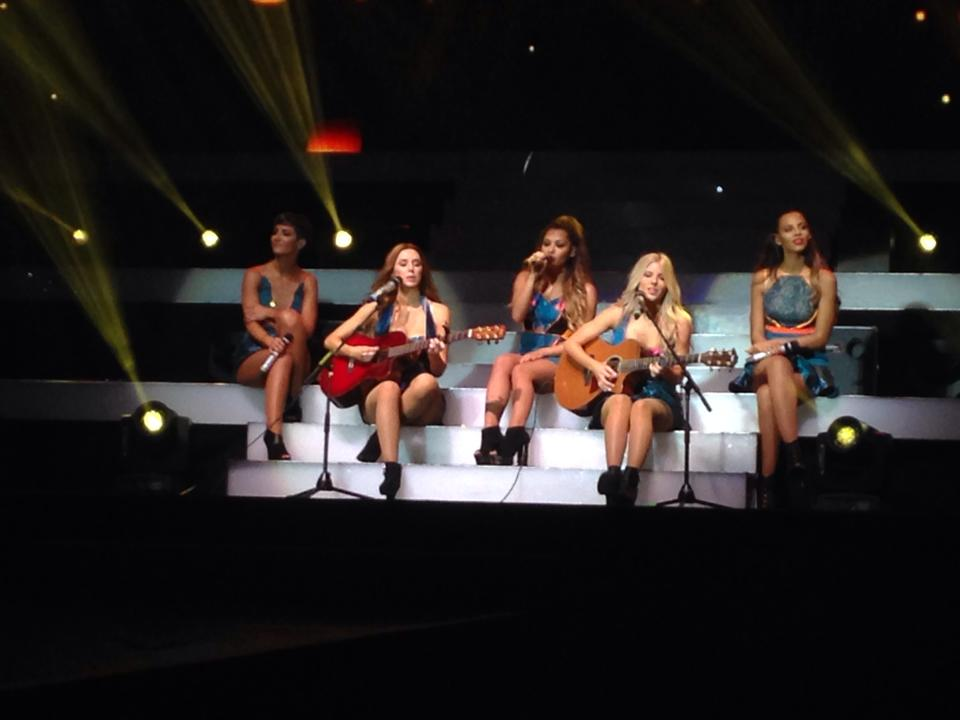
The Saturdays, performando durante a "Greatest Hits Live! tour", em Setembro de 2014.

As Saturdays, embarcaram em uma turnê "Greatest Hits 'Greatest Hits Live!' Tour" em setembro de 2014, apresentando-se em 12 locais em toda a Escócia, Inglaterra e Irlanda. E lançado Finest Selection: The Greatest Hits com todos os seus singles e mais três novas canções inéditas; "O que você está esperando?", "808" e "Walking Through The Desert". Sandford disse durante uma entrevista que, "este não é o fim." Humes também disse, "quando nós separarmos, nosso álbum de hits seria de quatro disco !" Vanessa White acrescentou: "esperamos lançar outro álbum de grandes sucessos em três anos".
Em 14 de junho de 2014, foi anunciado que o primeiro single tirado do álbum seria intitulado "What Are You Waiting For?", Produzido por colaboradores anteriores como Xenomania. O single estreou no número 38 no UK Singles Chart, o seu single mais baixo até agora, enquanto o álbum estreou no número 10, na UK Album Chart. As meninas também derrubaram um remix de "808" do artista de rap americano, Angel Haze.
Em 2 de dezembro de 2014, The Saturdays anunciou que elas fizeram um cover de uma canção de The Waitresses "Christmas Wrapping" para o filme "Get Santa". Esta música mais tarde apareceu na adição de Natal de "Pop Party" chamado Pop Party Natal.
Em 22 de março de 2015, em uma entrevista com o Irish Independent, Mollie King revelou que a banda está em hiato e não vai lançar qualquer música nova até pelo menos 2016. Ela é citada como dizendo que a banda vai "estar gravando outro álbum depois do Natal, então estamos fazendo nossas próprias coisas este ano." Em 11 de maio, em uma entrevista com o Daily Mirror, Frankie Bridge afirmou que a banda estaria voltando para o estúdio de gravação no final do ano, para começar a trabalhar em um novo material. Ela disse "nós estamos gravando novamente este ano, e será grande como nós todos genuinamente começamos, sobre A razão que nós permanecemos juntas a tanto tempo é que nós temos a liberdade de fazer nossa coisas e termos um tempo com nossas famílias, então Voltaremos em breve".

## Outros empreendimentos

### Filmográfia
Em meados de 2008, The Saturdays fez uma aparição em Hollyoaks Later. O grupo foi apresentado apresentando no episódio e também foram apresentadas falando para os integrantes do elenco, seus "fãs". Em 2009, elas apareceram em um episódio da série de TV BBC "Mitos", que foi o seu primeiro papel como atizes da banda. Eles tocaram com um grupo de cantores chamado "The Syrens" em uma versão moderna de The Odyssey, com Una Foden como "Peisone".  Em 2010, The Saturdays filmou uma série de documentários intitulada The Saturdays:24/7, para a ITV2, que testemunhou o grupo em turnê enquanto promovia o próximo lançamento de seu single "Missing You", e sessões de gravação para o seu primeiro EP, Headlines!. O documentário teve seis episódios. A banda mais tarde anunciou que o show pretendia provar que não há vulgaridade e sacangem na banda como muita gente pensa. "Você sempre nos vêm nos jornais, que eu e as meninas estamos sempre discutindo, nós realmente não, e não há discurssões em tudo". No primeiro episódio de The Saturdays: 24/7 a banda foi mostrada em turnê Em todo o Reino Unido, sem King, depois que ela ficou doente depois de ter sido mordida por uma mosca O show foi um sucesso e mais tarde a banda confirmou outro show, The Saturdays: What Goes On Tour, que também foi mostrado em seis partes em um documentário para o canal 4. O programa apresentou as meninas em turnê e o que acontece em turnê com o grupo e atividades promocionais, incluindo começar a gravar seu terceiro álbum de estúdio. Em seguida, The Saturdays apareceu em um episódio de Ghosthunting com ... para o final de 2010, em que Yvette Fielding guiou-os através de locais assombrados. The Saturdays mais tarde lançaram um DVD deles se apresentando em turnê, intitulado The Saturdays: Headlines Live! Que foi incluído somente com a edição de luxe de On Your Radar.
Antes do grupo, Frankie Bridge e Rochelle Humes (então Wiseman), eram integrantes do elenco regulares na comédia musical para crianças, I Dream, onde apareceram junto com outros integrantes do S Club 8. O programa, voltado para (e principalmente sobre) adolescentes, Que foi ao ar em 2004. Foi estabelecido em uma faculdade estimada de artes cênicas perto de Barcelona, Espanha, e se concentra em treze jovens que são convidados a se inscrever no colégio, Avalon Heights, durante o verão. Mollie King apareceu no The X Factor antes de entrar, no grupo e em um grupo em uma tentativa de encontrar fama como cantora. Vanessa White fez aparições comuns em quase famosos.

### Filantropia
Todos as cinco integrantes estiveram envolvidos em trabalhos de caridades. The Saturdays lançou uma capa de Depeche Mode "Just Can't Get Enough". O single foi lançado em 1 de março de 2009 em ajuda ao Comic Relief, de 2009. A música estreou no número dois, tornando os grupos o primeiro artista a perder o primeiro lugar com um single Comic Relief. No entanto, o single vendeu mais que versão original. The Saturdays, têm apoiado Marie Curie, que fornece enfermeiros para ajudar a cuidar de pessoas com câncer terminal. King e Wiseman aparecerm em 24 de março de 2012 no episódio de The Million Pound Drop, para arrecadar dinheiro para Marie Curie, deixando com um prêmio de £ 5000 consolo depois de perder a 8ª e última pergunta. A banda também fez um show de caridade para Sport Relief. A banda passou a se tornar apoiantes de Elton John's caridade, Elton John AIDS Foundation. Elas também fizeram um show de caridade com outros artistas para o Help for Heroes,  com intuito de arrecadar dinheiro para os soldados britânicos feridos. Vanessa White e Rochelle Humes foram para a África, para desporto Sports Relief 2012.

## Características musicais

### Estilo musical
A música das The Saturdays é pop, mas ao longo da carreira do grupo, elas têm experimentado e gravado o R&B assim como urban, R&B contemporâneo e dance-pop. O grupo também gravou o Synthpop. Para criar suas músicas o grupo trabalhou pròximo com Ina Wroldsen, Quiz & Larossi, Louis Biancaniello, Steve Mac ao longo de sua carreira. Seu primeiro álbum foi descrito como "pop, moderno, gráfico pronto é mais direto do que a maioria dos singles Girls Aloud e mais jovem do que a música das Sugababes." Petridis de Allmusic, descrito Wordshaker "combinando basslines agressivo e vocais que são Uma pitada de proeza "e" elogiou a atratividade [que as canções] não podem ser negadas." E disse: "As meninas estão mostrando ainda mais confiança desta vez" e disse que o álbum era um "som-fresco". Mais tarde, quando a banda lançou o seu primeiro Extended play, Headlines!, Os críticos disseram que "oferece um vislumbre tentador do que esperar do próximo álbum do grupo propriamente dito".   Outros disseram que a banda estava "afirmando um lado mais sério de sua personalidade." "empacota um soco pop" e elogiou o "desmaio puro, drama feminino de" Died in Your Eyes." e "uma borda feisty ", E concluiu chamando o álbum de" curto, mas doce."

### Influências
|                                                                                        |  |  |
| Katy Perry (a esquerda) e Britney Spears (a direita) são uma das influências do grupo. |  |  |

O álbum de estréia das The Saturdays, Chasing Lights tem influência de vários gêneros como, synthpop, power pop e new wave. O álbum também tem um grande influência eletropop e dance-pop. Após o lançamento do álbum, elas foi comparadas com as Girls Aloud, Sugababes e Spice Girls. No entanto, a banda se recusou a aceitar que sua música tinha comparações. O primeiro single da banda, "If This Is Love", apresenta elementos de synthpop e novos gêneros de onda. Muitos críticos ressaltaram que eles acreditam que a música da banda, atrairia mais a Comunidade LGBT. No entanto, a música da banda tem sido criticada por alguns; Sir Elton John rotulou a música da banda de "merda" e afirmou que ele dificilmente poderia dizer a diferença entre a música das Girls Aloud e a música das The Saturdays.
Após o lançamento do segundo álbum, Wordshaker a banda lançou uma faixa de pop rock, "Forever Is Over". O álbum foi também dito ser uma oferta de poesia eletro-descontraída que lembra os momentos mais discretos de seu álbum de estréia." Falando sobre o álbum eo single "Ego", estávamos procurando sons e encontramos o gancho básico, O som que está no verso e carrega todo o caminho através. Eu comecei a jogar junto a ele e, em seguida, Ina começou a cantar junto, e a música foi escrita sobre isso. Nenhum tambor foi colocados para baixo. Foi lançado em 2010, que foi o primeiro Extended Play da banda no EP, a banda fez uso de auto-tuning em seus vocais, mais notável em "Missing You" e "Higher". Elas disseram sobre a música em Headlines!, "Terminamos [Wordshaker] e nos deparávamos com algumas músicas que nós estávamos realmente com vontade de lançar-las. As músicas que tínhamos encontrado eram tão atuais e Nós tínhamos escrito algumas músicas, nós mesmas, [assim] nós queríamos simplesmente lançar tudo agora." O synth-laden "Higher" tornou-se um ventilador instantâneo fave após recentes performances ao vivo e, com seu coro infecciosos e letras super-sassy.
Com o terceiro álbum On Your Radar, o grupo disse que elas estavam começando a assumir riscos em seu gênero musical. Eles disseram; "Acho que todo artista precisa, de certa forma, se reinventar e não queremos que nenhuma música pareça ter sido de nossos álbuns anteriores, vai ser um passo acima do último álbum, mas vamos mantê-lo" A banda descreveu as letras das canções como "lúdicas" com um "refrão" e a música é rotulada frequentemente", é muito legal "pela banda. Elas descreveram seu álbum como "atual", "divertido", "impertinente" e "feminino". "Notorious" foi descrito pelos críticos "grande" e que foi "bastante surpreendente". Sua nova música também foi comparada a Rihanna, The Black Eyed Peas e Kelis. Os sábados também se uniram com MNEK e Space Cowboy para ajudá-los a gravar "club bangers". "All Fired Up" é um electro house e uma faixa dance-pop. Britney Spears, Rihanna,  John Mayer, Katy Perry, Beyoncé e Kelly Rowland são todas influências para o grupo.

## Discografia
- Chasing Lights (2008)
- Wordshaker (2009)
- Headlines (2010)
- On Your Radar (2011)
- Living for the Weekend (2013)

## Turnês
- The Work Tour (2009)
- The Headlines Tour (2011)
- All Fired Up Tour (2011)
- Greatest Hits Live! Tour (2014)

Como banda de abertura
- Tangled Up Tour – Girls Aloud (2008)

| Como convidadas - Take That Present: The Circus Live – Take That (2009) - Brother Tour – Boyzone (2011) |